# DNA D
DNA D je dvojni peti studijski album novomeške rock skupine Dan D, izdan v dveh delih leta 2015 pri založbi ZKP RTV Slovenija. Prvi del z belo naslovnico je izšel 1. aprila, v CD škatlici je bil prazen prostor za drugi CD. Drugi del albuma, znan tudi kot DNA D II, so zastonj dobili vsi, ki so se udeležili uradne predstavitve albuma 28. oktobra 2015 v Kinu Šiška. Štiri dni kasneje je izšla še dvojna izdaja z obema CD-jema, tokrat s črno naslovnico. Od tod tudi imeni za oba dela albuma: "beli" in "črni" del.
Uradna predstavitev albuma je potekala 28. oktobra 2015 v Kinu Šiška v Ljubljani. Skupina je odigrala celotno drugo polovico albuma DNA D, na koncu pa še uspešnico »Voda«. Kot predskupina je nastopila skupina Jardier, ki je prav tako predstavljala nov album, svoj prvenec Seasons. Posnetek koncerta v Kinu Šiška je bilo mogoče slišati na Valu 202 12. decembra ob 23h zvečer.
Skupina je za album leta 2016 prejela zlato piščal za najboljši album.

## Glasba
Prvi del albuma je v rock slogu, drugi del pa kaže elektronske vplive. Skupina je to na svoji spletni strani opisala kot: »Surovo replikacijo glasbenih vplivov na prvem delu dopolnjuje mutacija kot posledica dvoletnega trdega dela in poglabljanja vase na drugem delu, obe skupaj pa sta celota, glasbena podoba skupine na prelomni točki svoje kariere.« Na prvem delu je priredba pesmi »Lep dan za smrt« skupine Niet, ki vsebuje tudi del pesmi »Čas«.
Pesem »Kozlam« je bila prvič odigrana na podelitvi viktorjev 2014, ki je potekala 18. aprila 2015. Skupina Dan D je na nastop povabila znane pevce največjih slovenskih rock skupin: pod imenom Ljudska fronta so pri pesmi sodelovali Grega Skočir (Big Foot Mama), Tone Kregar in Jernej Dirnbek (Mi2), Tomi Meglič (Siddharta) in Borut Marolt (Niet). Pesem je bila prvotno namenjena samo viktorjem, a se je skupina kasneje odločila, da jo bo dodala na svoj novi album. Pesem so posneli tudi v studiu, in jo izdali marca 2015 izdali kot singl v obliki videospota; režiser je bil Predrag Rajčič – Perica.
Drugi singl, »Sonca 2«, so oktobra nenapovedano objavili na svoji Soundcloud strani.
Zadnja pesem na drugem delu albuma, »Pozitivne misli«, je izšla že januarja 2014.

## Kritični odziv
Kritični odziv je bil večinoma pozitiven. Veljko Njegovan je v Mladini album ocenil s štirimi zvezdicami in za skupino rekel, da se »na slovenski glasbeni sceni res ni pripravljena ustaliti le kot uspešen rockovski bend, temveč iz projekta v projekt dokazuje, da je izviren kolektiv enakovrednih glasbenikov, ki se ne boji raziskovanja in inovativnega eksperimentiranja z glasbo.«
Pišoč za spletno revijo Rockline, se je Aleš Podbrežnik odločil recenzirati vsako polovico albuma posebej. Za prvi del je napisal: »Prvi del zgodbe o DNA D je torej prijetno presenetil in šokiral. Oddaljen je miljo stran od albuma Ura leta za ekstravagantne ptice  [sic] (2009), a je v vsem zaznamovan s strogo prepoznavnim Dan Djevskim pristopom.« Prvi polovici je dodelil štiri zvezdice. Pohvalil je tudi drugi del, rekoč da ta »ne skopari z eksperimentalnim avanturizmom, na njej boste razbrali elemente zgodnjih zvokov podzemno-alternativnega raziskovanja prvih sintetizatorjev s konca sedemdesetih oziroma začetka osemdesetih od primitivnih Depeche Mode do Bauhaus, celo sapice krautrocka, na albumu je zaznavno tudi pečanje z elementi industriala, ki znajo v neki drugi zgodbi nizati celo obličja Laibach« in album prav tako ocenil s štirimi zvezdicami.
V Vikendu, multimedijski prilogi Dela, je bil album imenovan za Domači album leta, skupino pa je recenzent zaradi pestrosti njihovega izdanega materiala primerjal z Davidom Bowiejem in Damonom Albarnom (vokalistom skupine Blur). Kot dva ločena albuma, DNA I in DNA II, je bil na portalu 24ur.com uvrščen na 2. mesto najboljših domačih albumov leta.

### Priznanja
| objava   | uvrstitev | seznam                     |
| -------- | --------- | -------------------------- |
| 24ur.com | 2.        | Albumi 2015 – domača scena |

## Seznam pesmi
Vse pesmi je napisal Tomislav Jovanović, razen kjer je to navedeno.
| Prvi, "beli" del | Prvi, "beli" del                                  | Prvi, "beli" del |
| Št.              | Naslov                                            | Dolžina          |
| ---------------- | ------------------------------------------------- | ---------------- |
| 1.               | „Kozlam‟ (Dan D in Ljudska fronta)                | 3:25             |
| 2.               | „Kurbin sin‟                                      | 2:37             |
| 3.               | „Brat moj‟                                        | 2:48             |
| 4.               | „Hlapec‟                                          | 2:26             |
| 5.               | „Mama ne dovoli‟                                  | 2:06             |
| 6.               | „Odrešitev‟                                       | 1:20             |
| 7.               | „Ona sanja‟                                       | 2:43             |
| 8.               | „Solze z neba‟                                    | 2:45             |
| 9.               | „Sonca dva‟                                       | 3:27             |
| 10.              | „Zdaj gre zares‟                                  | 5:03             |
| 11.              | „Lep dan za smrt‟ (Igor Dernovšek, Aleš Česnovar) | 3:50             |

| Drugi, "črni" del | Drugi, "črni" del                    | Drugi, "črni" del |
| Št.               | Naslov                               | Dolžina           |
| ----------------- | ------------------------------------ | ----------------- |
| 1.                | „Klon‟                               | 0:32              |
| 2.                | „Solze iz neba‟                      | 4:10              |
| 3.                | „Matica‟                             | 5:33              |
| 4.                | „V tvojih očeh‟                      | 4:48              |
| 5.                | „Ni je‟                              | 2:19              |
| 6.                | „Zdaj gre zares‟                     | 4:53              |
| 7.                | „Brat moj (za Srđana)‟               | 4:58              |
| 8.                | „Mama ne dovoli‟                     | 4:37              |
| 9.                | „Odrešitev‟ (Dan D in Rudi Javornik) | 6:30              |
| 10.               | „Ona sanja‟                          | 3:55              |
| 11.               | „Hlapec‟                             | 3:47              |
| 12.               | „Rekli so‟                           | 5:10              |
| 13.               | „Sonca 2‟                            | 4:37              |
| 14.               | „Pozitivne misli‟                    | 3:31              |

## Zasedba
| Dan D - Tomislav Jovanović - Tokac — vokal, kitara - Dušan Obradinovič - Obra — bobni, vokal (»Mama ne dovoli«, »Odrešitev«) - Marko Turk - Tučo — kitara - Boštjan Grubar - Bošti — klaviature - Nikola Sekulović — bas kitara Ostali glasbeniki - Grega Skočir, Tone Kregar, Jernej Dirnbek, Tomi Meglič in Borut Marolt — vokali (»Kozlam«) | - Melina Todorovska — angleški rog (»Sonca 2«) - Janez Podlesek — violina (»Sonca 2«) - Matjaž Porovne — violina (»Sonca 2«) - Oliver Dizdarević Škrabar — viola (»Sonca 2«) - Klemen Hvala — violončelo (»Sonca 2«) - Rudi Javornik — saksofon (»Odrešitev«) Ostali - Igor Ilić — mastering - dr. Špela Petrič in Miha Turšič — zasnova DNA vizualizacije - Žarko Pak — miksanje, produkcija |